# SN 2000dl
SN 2000dl – supernowa typu Ia odkryta 11 września 2000 roku w galaktyce UGC 1191. W momencie odkrycia miała maksymalną jasność 18,00m.